# Юма (селище)
Юма́ (рос. Юма) — станційне селище у складі Свічинського району Кіровської області, Росія. Входить до складу Свічинського сільського поселення.
Населення становить 11 осіб (2010, 29 у 2002).
Національний склад станом на 2002 рік — росіяни 100 %.